# Kontor Records

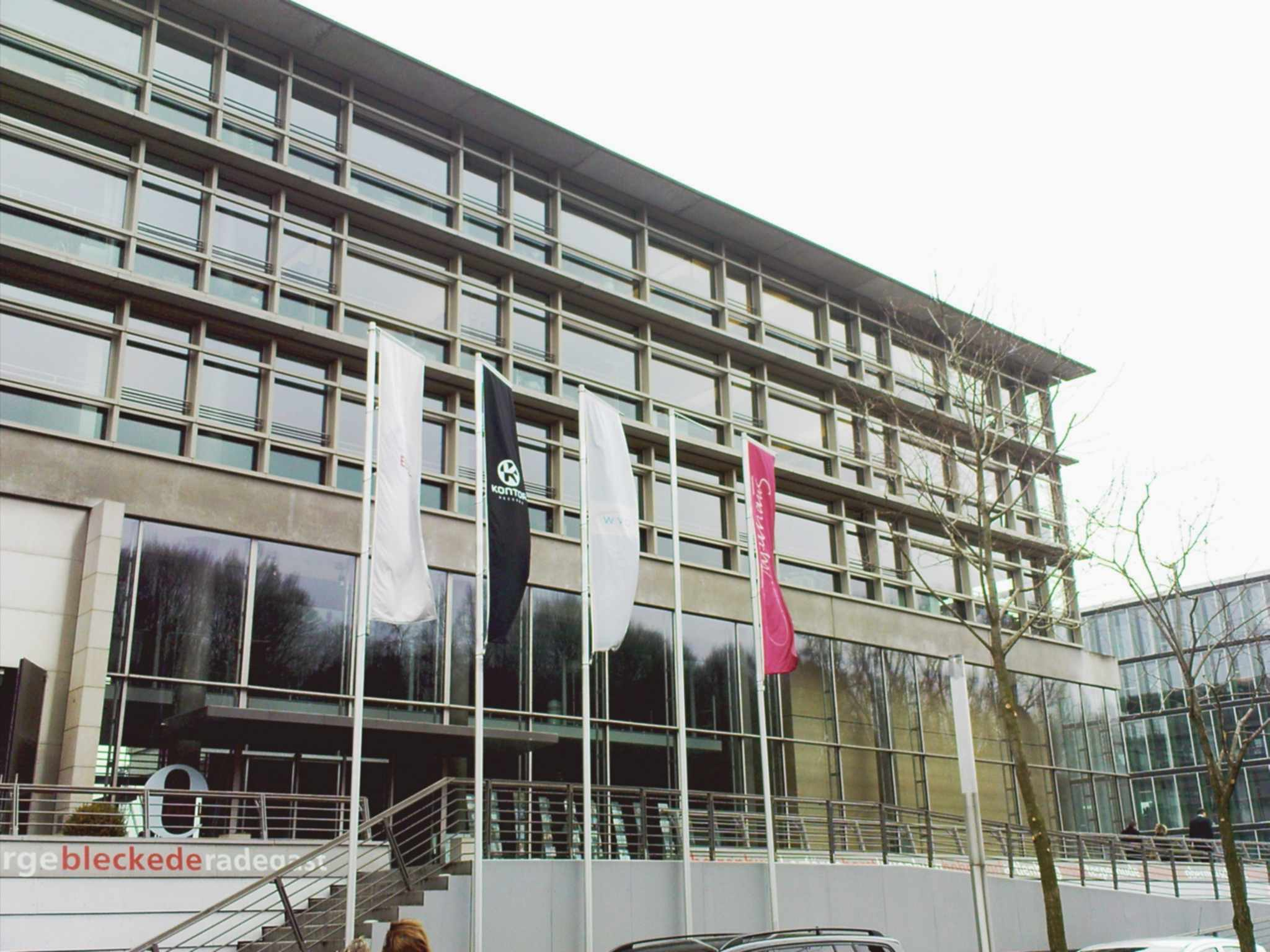
Sede de Kontor Records y Edel AG en Neumühlen, Hamburgo

Kontor Records es un sello discográfico con sede en Hamburgo (Alemania). Entre los artistas del sello están ATB, Tiësto, Armin van Buuren y la banda Scooter. Jens Thele es el director general del sello y también el gerente de Scooter.
El conglomerado Edel es el principal accionista de la compañía y se encarga de distribuir sus lanzamientos en los países de habla alemana en Europa. En el resto del mundo, fuera de Alemania, Austria y Suiza, Kontor Records colabora con diversos sellos externos a través de acuerdos de distribución.

## Historia
Kontor Records, fundada en 1996, comenzó como una noche de club organizada por Jens Thele en el distrito comercial central de Hamburgo. La marca pronto se consolidó como un exitoso proyecto musical para DJ y productores locales, lo que atrajo también el interés de artistas internacionales. Según Thele, "valoramos profundamente las relaciones a largo plazo con los artistas y su desarrollo, siempre buscando crear proyectos de álbumes".
En el año 2000, Edel AG, la empresa musical más grande de Alemania, adquirió el 51% de Kontor Records, mientras que Thele y otros socios mantuvieron roles operativos en la compañía. Desde 2004, las oficinas de Kontor Records están ubicadas con vistas al puerto de Hamburgo.Actualmente, Edel AG sigue siendo el accionista mayoritario, con el 66,79% de las acciones.
El sello lanzó Kontor.TV en YouTube en 2006, donde se suben videos musicales, listas de reproducción y vistas previas de mezclas de nuevos lanzamientos. A febrero de 2017, 4,5 millones de usuarios estaban suscritos al canal de Kontor.TV. A principios de 2013, el sello firmó una asociación con el servicio de transmisión de música en línea Spotify y Kontor.FM se lanzó en marzo de 2013.
Las marcas de compilación de Kontor incluyen "Kontor Top Of The Clubs" y "Kontor House of House". 

## Otros sellos
El sello Sheffield Tunes es un sello afiliado a Kontor que lanzó la música de Scooter. Los miembros de Scooter, HP Baxxter y Rick J. Jordan, son directores de la compañía Kontor Records. Desde octubre de 2013, Kontor Records es uno de los numerosos socios que figuran en el sitio web de CR2 Records, un sello de música electrónica de Londres, Reino Unido (RU) fundado por el músico Mark Brown (también conocido por el apodo de "MYNC").
En junio de 2020, Kontor adquirió el sello de rock alemán Arising Empire.

## Artistas
Fuente:
- DJ Antoine
- ATB
- Armin van Buuren
- Acuagen
- Cascada
- Code Red
- Blank & Jones
- David Carson
- DJ Dean
- Dimitri Vegas & Like Mike
- KCB
- The Disco Boys
- EDX
- Fedde le Grand
- Hardwell
- Mike Candys
- Italobrothers
- Klingande
- Tommy Schleh
- Alejandro Marcus
- Nightcrawlers
- R.I.O.
- DJ Sammy
- Scooter
- Giulia Siegel
- Special D.
- Spiller
- Sunset Strippers
- Alexandra Stan
- Lexy y K-Paul
- Martin Tungevaag
- Vinylshakerz
- Jan Wayne
- Rania Zeriri
- Tiësto
- W&W